# Château d'Étampes
Le château d'Étampes est un ancien château fort royal qui se dresse sur la commune française d'Étampes dans le département de l'Essonne. Il n'en subsiste aujourd'hui que le donjon appelé depuis tour de Guinette.

## Localisation
Le château a été construit sur le rebord d'un plateau du Hurepoix, appelé plateau de Guinette, dominant la ville d’Étampes au nord-ouest. Situé à une altitude approximative de 100 m, il surplombe les vallées de la Louette, la Chalouette et la Juine au bord d'une pente raide de 200 m de longueur avec un dénivelé de 25 m. Il contrôlait la route capitale Paris-Orléans, épine dorsale du domaine royal tracée dans la vallée de la Juine, qui passe à ses pieds.
La géologie du site, étudiée par Henri Hureau de Senarmont montre une succession de couches de trente mètres de sable, deux mètres de moellon, vingt-trois mètres de glaise bleue, vingt-quatre mètres de calcaire argileux, quatre mètres de grès et enfin vingt-trois mètres de marne. Le donjon est aujourd'hui placé à l'extrémité du quartier résidentiel de Guinette, au-dessus de la voie ferrée et de la gare d'Étampes.

## Historique

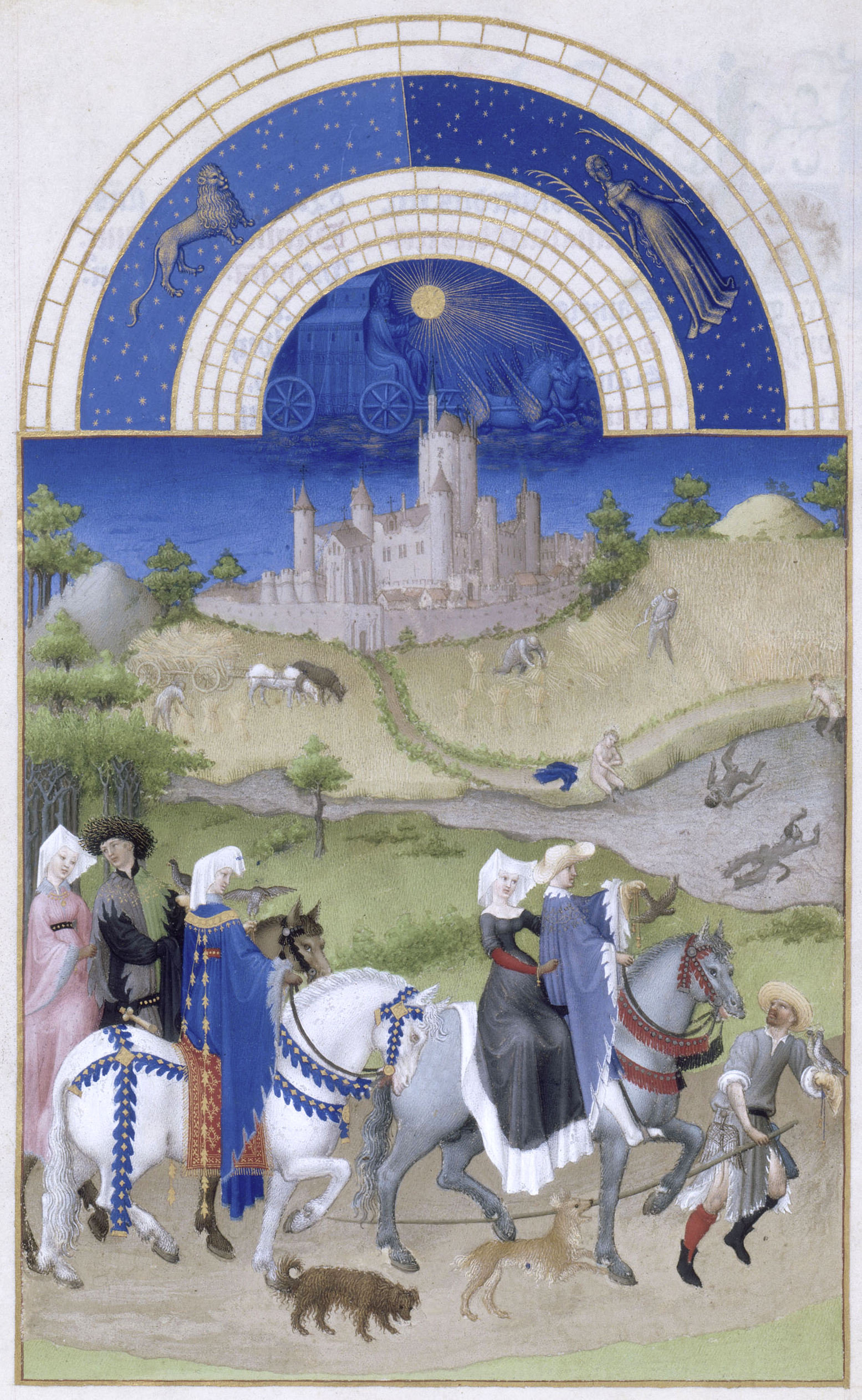
Le château d'Étampes dans Les Très Riches Heures du duc de Berry.

Un premier château fut construit sous le règne de Robert le Pieux à l'ouest de la collégiale Notre-Dame. Mais le donjon actuel a été édifié au XIIe siècle (vers 1140), à la demande de Louis VII. À la fin du XIIe siècle, Philippe Auguste fit édifier une enceinte carrée reliée par une passerelle puis une deuxième enceinte. De 1201 à 1213, le donjon servit de résidence d'exil à la reine Ingeburge.
Le 16 janvier 1358, les Anglais s'emparèrent de la ville et du château, immédiatement repris par Charles V. Le 28 janvier 1387, Jean de Berry en fit don à son frère[Information douteuse] Philippe le Hardi. Le 15 décembre 1411, la ville et le château furent assiégés par Jean sans Peur et furent annexés par le duché de Bourgogne. Vers 1416, le château servit de modèle au livre d'heures Les Très Riches Heures du duc de Berry. Du 19 au 31 juillet 1465, Charles le Téméraire s'installa au château après la bataille de Montlhéry. En 1513 Anne de Bretagne y séjourna, suivie en 1516 par Claude de France. Le 13 décembre 1562, il fut à nouveau pris par le prince de Condé et ne fut libéré que le 2 janvier 1563. En 1589, Henri IV autorisa les habitants à démanteler le château pour utiliser les pierres. Seul le donjon subsista. Le 4 mai 1652, le donjon subit un nouveau siège.
Lors de la Révolution, le terrain de la tour de Guinette fut vendu comme bien national. L'acquéreur rasa les derniers bâtiments et transforma la tour en carrière à ciel ouvert. Elle fut ensuite abandonnée jusqu'à la Restauration. En 1821, Louis-Philippe, duc d'Orléans revendit ce qui subsistait du château. En 1859, la ville acquit les ruines du donjon pour en faire un lieu de promenade.
La tour de Guinette fait l’objet d’un classement au titre des monuments historiques par la liste de 1862. 
Aujourd'hui, la mairie d'Etampes a ouvert un appel aux dons pour la rénover a cause de la pollution et des pigeons.

## Description

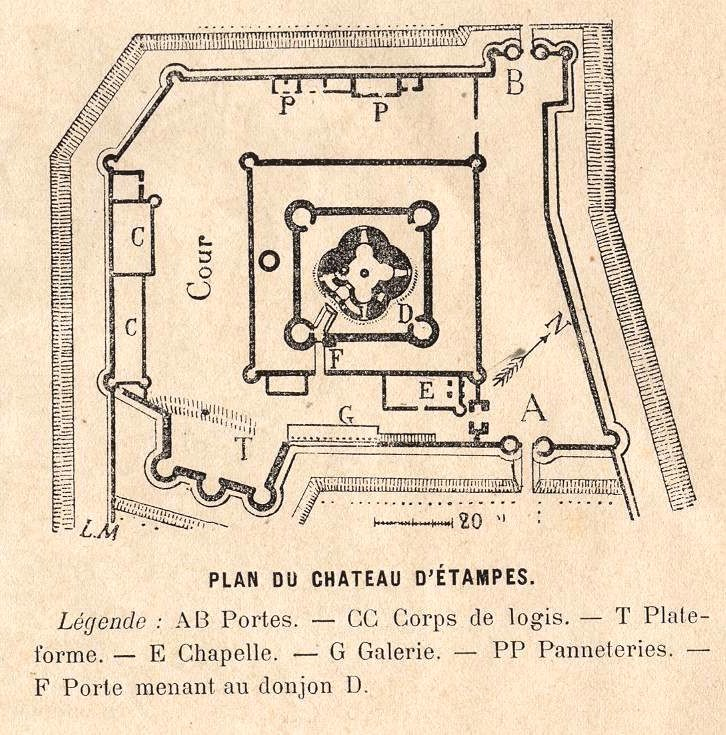
Plan du château d'Étampes par Léon Marquis.

Le château comporte un donjon, bâti par Louis VII vers 1150, de 72 m de diamètre construit en forme de trèfle quadrilobé, chaque lobe mesurant 7 m de diamètre sur 36 m de hauteur. Un puits était creusé au centre de l'édifice. Le donjon se dressait au centre d'une plate-forme, entourée par une première enceinte carrée de 54 m de côté, défendue par quatre tours d'angle. Une porte percée à l'angle sud-est permettait l'accès par un pont-levis au donjon.
Une première cour entourait l'enceinte, fermée par une seconde muraille carrée de 90 m de côté, défendue par quatre tours d'angles. Un deuxième puits était creusé à l'ouest de la cour. Sur cette muraille étaient accolés au nord-est une chapelle dédiée à saint Laurent longue de 36 m et large de 18 m et au sud-ouest un corps de logis. Dans cette deuxième basse-cour, fermée par une troisième enceinte se trouvait aussi, à l'ouest trois logis à l'est une galerie placée sur l'enceinte permettant d'observer la ville en contrebas et au nord-ouest quatre paneteries.

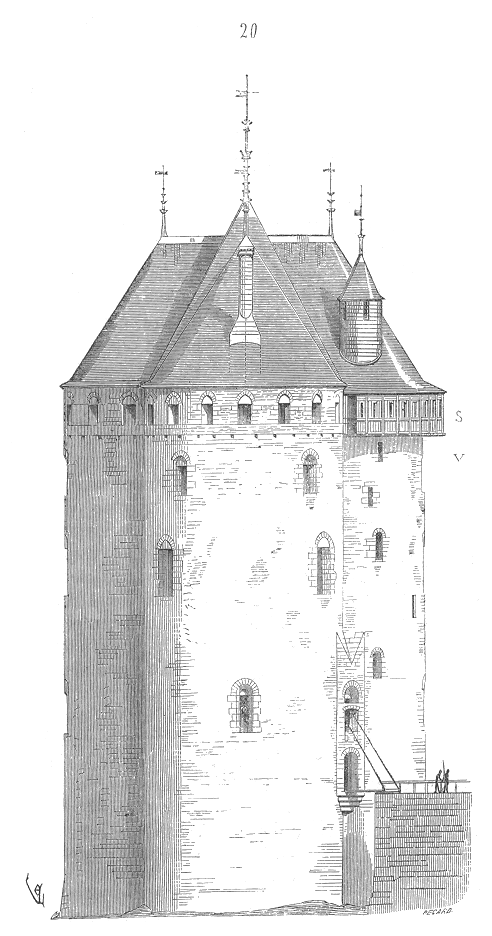
Le donjon tel qu'il était à l'origine

Cette deuxième cour était fermée par une enceinte approximativement hexagonale. Au nord-ouest le mur s'étirait sur 160 m, prolongé, au nord par une longue muraille de 180 m, au sud-est par un mur de 140 m. Il était renforcé au sud par une batterie rectangulaire (54 m de longueur sur 36 m de largeur), défendue par trois tours. Cette enceinte était percée de deux portes accessibles par des ponts-levis, l'une au nord-est dite « porte d'Étampes », l'autre au nord-ouest dite « porte de Dourdan ». Ces portes étaient séparées de la basse-cour par deux autres portes intérieures de défense et reliées par une cour d'honneur. Quatre tours étaient disposées aux angles de cette dernière enceinte. Un fossé complétait le système défensif. La déclivité très forte du terrain donnait depuis la ville une majesté au château avec ses trois enceintes apparaissant en escalier.
L'accès au donjon se faisait par une poterne orientée au sud donnant sur un vestibule. Celui-ci était ouvert sur un trou de défense : les assaillants qui réussissaient à pénétrer dans le donjon et qui se précipitaient droit chutaient ainsi dans une fosse de 4 m de profondeur. On accédait à ce trou de défense par un escalier rampant intégré à la muraille. 
Une première salle en sous-sol d'un diamètre de 10 m comportait un puits et des latrines. Les murs de la pièce (5 m d'épaisseur) étaient ajourés par trois meurtrières. On accédait au premier étage par un escalier dans la muraille, ajouré de deux meurtrières. Le premier étage était occupé par une salle de garde (10 m de diamètre) chaque lobe étant ajouré d'une meurtrière. Cette salle bénéficiait de latrines et d'un accès au puits. 
L'accès au second étage se faisait par un escalier à vis qui débouchait sur une galerie éclairée par trois fenêtres. Elle précédait une salle d'apparat (12 m de diamètre). Le lobe nord-ouest était percé d'une fenêtre, les lobes sud-ouest et nord-est de deux fenêtres chacun éclairant une alcôve. Ces alcôves encadraient deux cheminées. Un évier était aménagé dans le retrait sud-ouest, des latrines dans la muraille est. Cette salle était couverte par une voûte d'arêtes haute de 10 m soutenue par quatre colonnes. Deux arcs-doubleaux soutenaient en plus la toiture au-dessus des lobes.
Le troisième étage était un comble à surcroît. Il était accessible par un dernier escalier à vis aménagé sur la voûte et sous la toiture, recouvert d'une poivrière. L'étage comportait quatre tribunes aux murs de bois. Un toit principal couvrait l'édifice percé des deux cheminées, deux ajouts ronds surmontaient les lobes nord et sud, marquait l'escalier à vis d'accès au comble.

## Anecdotes
La tour Guinette fut, au long de son histoire, la résidence forcée de quelques personnages célèbres, dont Hildegarde, mais aussi Gillette La Mercière, épouse de Pol de Limbourg (enlumineur des très riches heures du duc de Berry). La fillette, âgée de seulement huit ans, fut incarcérée au château d'Étampes à la demande de Pol de Limbourg. La famille de la fillette, de riches marchands de Bourges, ne consentit pas à cette union, voulue par Jean de Berry pour établir la prospérité de son enlumineur favori. Pol de Limbourg épousa la fillette lorsqu'elle avait douze ans et lui vingt-quatre ans.
Ennio Morricone, en 1976, y a fait jouer son orchestre symphonique en hommage aux combattants de la Seconde Guerre mondiale.
Le château d'Étampes apparait dans le film Hannibal Lecter : Les Origines du mal.

## Pour approfondir